# لا بازوك (أورن)
لا بازوك هي بلدية في أورن في شمال غرب فرنسا.